# Quattro armi false
Quattro armi false (titolo originale The Four False Weapons), è un romanzo poliziesco di John Dickson Carr, pubblicato nel 1937, il quinto e ultimo della serie che ha per protagonista Henri Bencolin, capo della polizia di Parigi.

## Trama
Richard Curtis, il socio giovane di un rispettabile studio legale londinese, specializzato in assistenza a nobili famiglie dell'aristocrazia inglese, viene spedito a Parigi per assistere uno dei clienti dello studio. Ralph Douglas, un ricco giovane con un passato da playboy, sta per sposare Magda Toller, a sua volta erede di una facoltosa famiglia inglese. Il giovane ha avuto in passato un'amante, la nota bellezza mondana Rose Klonec, che alloggiava a sue spese in una villa nei dintorni di Parigi. Ora Ralph vuole vendere la villa, ma è perplesso perché ha notato degli strani andirivieni notturni nella casa, dove qualcuno ha riallacciato anche l'elettricità e l'acqua staccate da mesi. Inoltre, ha ricevuto un'offerta di acquisto per la villa dal nuovo amante di Rose, De Lautrec, nipote di un importante uomo politico. In compagnia dell'avvocato, Ralph si reca alla villa e scopre il cadavere di Rose, morta nel suo letto. La situazione che si presenta alla polizia è bizzarra e complicata: nella casa, oltre a quelli che sembrano in apparenza i resti di un festino, si trovano un rasoio affilato, una pistola carica, uno stiletto appuntito e un flacone di compresse di sonnifero. Quattro armi mortali, eppure Rose non è stata uccisa da nessuna di queste. Un enigma in apparenza quasi irrisolvibile. Per fortuna a poca distanza dalla villa vive Henri Bencolin, ex capo della polizia di Parigi, da poco in pensione. Anche se non ha più i modi mefistofelici e l'eleganza raffinata che lo contraddistinguevano quando era in servizio, Bencolin si mette all'opera per sbrogliare la matassa e inchiodare un diabolico assassino.

## Personaggi principali
- Richard Curtis - avvocato
- Ralph Douglas - giovane aristocratico
- Bryce Douglas - suo fratello, membro del Foreign Office
- Magda Toller - sua fidanzata
- Signora Benedict Toller - madre di Magda
- Rose Klonec - mantenuta di lusso
- Louis De Latutrec - nipote e segretario di un ministro
- George Stanfield - direttore della Toller Tours di Parigi
- Annette Fauvel - cameriera personale di Rose Klonec
- Hortense Frey - cameriera
- Hercule Renard - poliziotto
- Ispettore Durrand - della polizia di Parigi
- Dottor Benet - medico legale
- Jean-Baptiste Robinson alias "Auguste Dupin" - giornalista
- Marchesa de la Toursèche - proprietaria di una casa da gioco
- Henri Bencolin - ex capo della polizia di Parigi

## Critica
"Henri Bencolin, addolcitosi da quando è andato in pensione e perciò più credibile del burattino fastidiosamente teatrale dei romanzi precedenti, svolge un buon lavoro di logica nello scagionare il playboy dal sospetto di avere assassinato la sua poule-de-luxe (assassinata, si scoprirà in seguito, in modo particolarmente ingegnoso.) Il tema del libro è il trionfo del buonsenso sulla scienza: non ci si può fidare di nessuno degli indizi materiali (pillole di sonnifero, impronte digitali, un orologio elettrico, dello champagne e le stesse quattro armi false) e le ingegnose teorie di Auguste Dupin, il criminologo del giornale L'Intelligence, che si basano principalmente sugli indizi materiali, sono invariabilmente sbagliate. (...) Il difetto principale del libro è il suo fare eccessivo affidamento sull'"innata perversità degli umani eventi" e, sebbene la soluzione sia logica e impeccabilmente onesta verso il lettore, il carattere dell'assassino e la sua relazione con la vittima non sono costruiti a sufficienza per rendere convincente il movente."

## Edizioni
- (EN) John Dickson Carr, The Four False Weapons, 1ª ed., New York, Harper & Bros., 1937.
- John Dickson Carr, Quattro armi false, traduzione di Maria Luisa Bocchino, collana Classici del Giallo n. 1028, Arnoldo Mondadori Editore, 2004,  p. 250.